# Кауилжир
Кауилжи́р (каз. Қауылжыр) — село у складі Шалкарського району Актюбінської області Казахстану. Адміністративний центр Кауилжирського сільського округу.
У радянські часи село називалось Компресорне.
Населення — 925 осіб (2021; 1266 у 2009, 1246 у 1999, 969 у 1989).